# Karl Knies

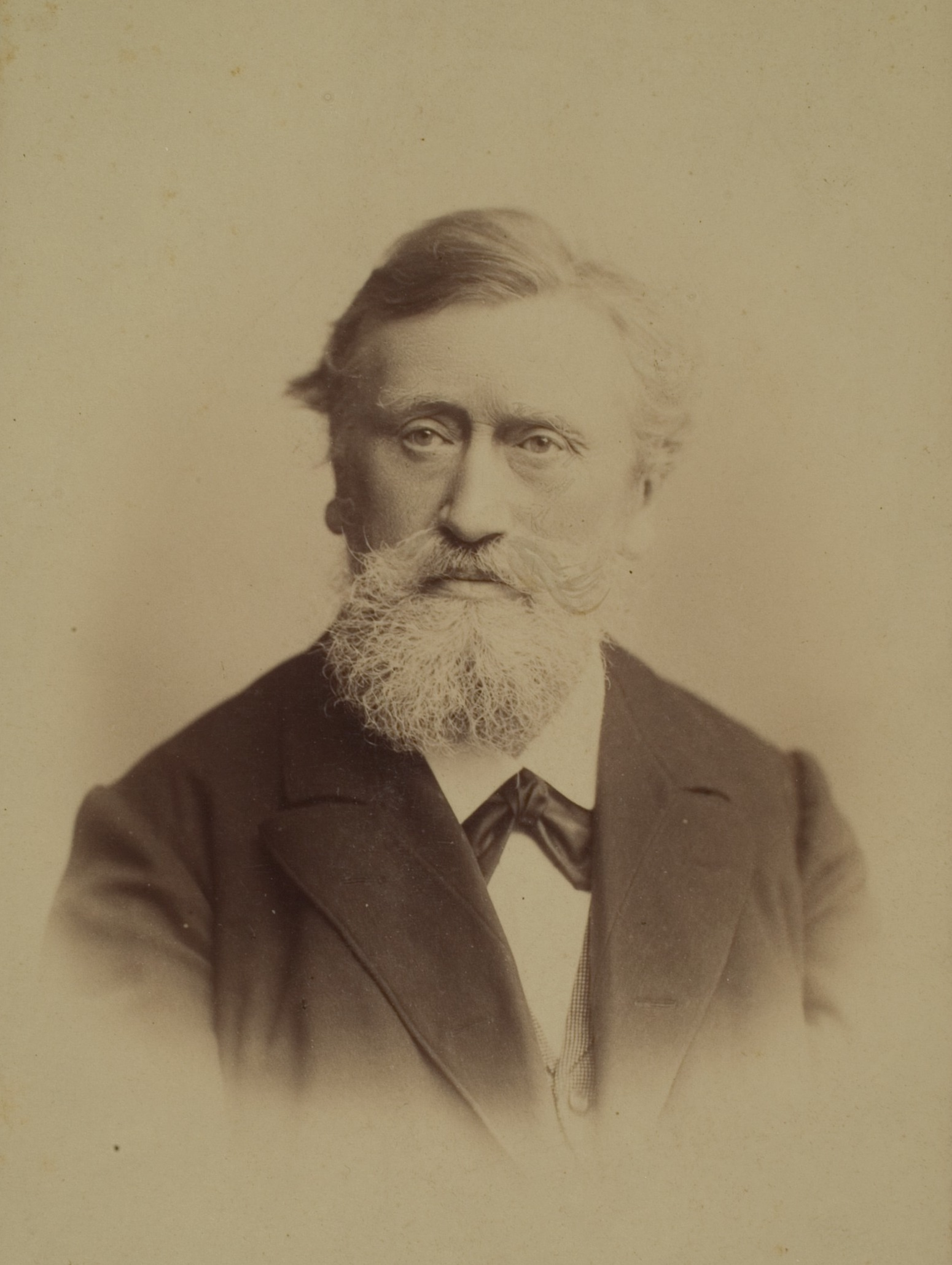
Karl Gustav Adolf Knies

Karl Gustav Adolf Knies (* 29. März 1821 in Marburg; † 3. August 1898 in Heidelberg) war ein deutscher Ökonom. Bekannt wurde er als Autor von Die politische Ökonomie vom geschichtlichen Standpunkte, einer methodologischen Abhandlung über die Historische Schule der Nationalökonomie. Knies lehrte über dreißig Jahre an der Universität Heidelberg und zählte zu den Anhängern einer Theorie der Historischen Schule.

## Leben
In den Jahren 1841 bis 1845 studierte Knies an der Universität Marburg und beendete dieses Studium 1846 erfolgreich mit einer Dissertation. Im Auftrag des Märzministers Bernhard Eberhard arbeitete er 1849 den Plan zur Gründung eines Polytechnikums in Kassel aus, an welchem er eine Lehrerstelle übernehmen sollte. Doch zerschlug sich seine Beförderung zum Professor, weil er sich weigerte, die Erklärung abzugeben, dass er nichts der Politik des Ministeriums Hassenpflug Nachteiliges vortragen wolle.
1852 übernahm er eine Lehrerstelle an der Kantonsschule Schaffhausen; 1855 wurde er als Professor der Kameralwissenschaften nach Freiburg im Breisgau berufen und verfasste dort 1860, als der Abschluss des badischen Konkordats bevorstand, das „Promemoria der protestantischen Professoren an der badischen Landesuniversität Freiburg“. Nach der Berufung eines liberalen Ministeriums wurde er in die Zweite Kammer der Badischen Ständeversammlung gewählt und 1862 zum Direktor des Oberschulrats ernannt.
In dieser Stellung arbeitete er die Vorlage für eine Reform des badischen Volksschulwesens und, als die Agitation der katholischen Geistlichkeit den badischen Schulstreit verschärfte, das Spezialgesetz über die Aufsichtsbehörden für die Volksschulen (vom 29. Juli 1864) aus, welches die geistlichen Schulvisitatoren und Ortsinspektionen durch weltliche Schulräte ersetzte. Als zwischen der Regierung und den Ultramontanen ein Kompromiss zustande kam, trat Knies zurück und wurde 1865 zum Professor der Staatswissenschaften in Heidelberg ernannt. Knies gehört zu den Vertretern der historischen Richtung in der Volkswirtschaft. Er war Mitglied der Badischen Historischen Kommission. Von 1877 bis 1887 war Knies vom Großherzog ernanntes Mitglied der Ersten Kammer der Ständeversammlung.

## Werke (Auswahl)
- Die Statistik als selbständige Wissenschaft. Kassel 1850.
- Die katholische Hierarchie etc. Halle 1852.
- Die politische Ökonomie vom Standpunkt der geschichtlichen Methode. Braunschweig 1853 (2. Aufl. 1883).
- Die Eisenbahnen und ihre Wirkungen. Braunschweig 1853.
- Der Telegraph als Verkehrsmittel. Tübingen 1857.
- Die Dienstleistung des Soldaten und die Mängel der Konskriptionspraxis. Freiburg 1860.
- Zur Lehre vom volkswirtschaftlichen Güterverkehr. Tübingen 1862.
- Finanzpolitische Erörterungen. Heidelberg 1871.
- Geld und Kredit. Berlin 1873/1876 (3 Bde., 2. Aufl. 1885 ff.)
- Weltgeld und Weltmünze. Berlin 1874.